# Чемпионат России по хоккею на траве среди мужчин 2010
Чемпионат России по хоккею на траве среди мужчин суперлиги 2010 (19-й Чемпионат России по хоккею на траве среди мужских команд суперлиги) является 19-м сезоном Суперлиги Федерации хоккея на траве России. В чемпионате было сыграно 12 игр, забито 154 мячей.
 Впервые проводящийся по укороченной схеме, он имел еще одно новшество — стадию плей-офф, для определения итоговой классификации.

## Участники
- Динамо-Электросталь (Московская обл.)
- Динамо (Казань)
- Динамо-Строитель (Екатеринбург)
- ШВСМ Измайлово (Москва)

## Регулярный чемпионат

### Результаты игр регулярного чемпионата
(взято из)
| Дата           | Команда 1                       |   | Команда 2                       | Счет |
| -------------- | ------------------------------- | - | ------------------------------- | ---- |
| 1-й тур        |                                 |   |                                 |      |
| 23 апреля 2010 | Динамо (Казань)                 | - | ШВСМ Измайлово (Москва)         | 5:6  |
|                | Динамо (Электросталь)           | - | Динамо-Строитель (Екатеринбург) | 5:0  |
| 24 апреля 2010 | Динамо (Казань)                 | - | ШВСМ Измайлово (Москва)         | 4:2  |
|                | Динамо (Электросталь)           | - | Динамо-Строитель (Екатеринбург) | 3:2  |
| 2-й тур        |                                 |   |                                 |      |
| 29 апреля 2010 | Динамо (Электросталь)           | - | Динамо (Казань)                 | 1:4  |
|                | Динамо-Строитель (Екатеринбург) | - | ШВСМ Измайлово (Москва)         | 1:2  |
| 30 апреля 2010 | Динамо (Электросталь)           | - | Динамо (Казань)                 | 3:3  |
|                | Динамо-Строитель (Екатеринбург) | - | ШВСМ Измайлово (Москва)         | 3:8  |
| 3-й тур        |                                 |   |                                 |      |
| 14 мая 2010    | Динамо (Казань)                 | - | Динамо-Строитель (Екатеринбург) | 3:2  |
|                | Динамо (Электросталь)           | - | ШВСМ Измайлово (Москва)         | 2:3  |
| 15 мая 2010    | Динамо (Казань)                 | - | Динамо-Строитель (Екатеринбург) | 8:2  |
|                | Динамо (Электросталь)           | - | ШВСМ Измайлово (Москва)         | 4:3  |
| 4-й тур        |                                 |   |                                 |      |
| 21 мая 2010    | ШВСМ Измайлово (Москва)         | - | Динамо (Казань)                 | 1:3  |
|                | Динамо-Строитель (Екатеринбург) | - | Динамо (Электросталь)           | 3:3  |
| 22 мая 2010    | ШВСМ Измайлово (Москва)         | - | Динамо (Казань)                 | 5:2  |
|                | Динамо-Строитель (Екатеринбург) | - | Динамо (Электросталь)           | 3:2  |
| 5-й тур        |                                 |   |                                 |      |
| 4 июня 2010    | Динамо (Казань)                 | - | Динамо (Электросталь)           | 5:4  |
|                | ШВСМ Измайлово (Москва)         | - | Динамо-Строитель (Екатеринбург) | 5:2  |
| 5 июня 2010    | Динамо (Казань)                 | - | Динамо (Электросталь)           | 6:2  |
|                | ШВСМ Измайлово (Москва)         | - | Динамо-Строитель (Екатеринбург) | 8:2  |
| 5-й тур        |                                 |   |                                 |      |
| 11 июня 2010   | Динамо (Электросталь)           | - | ШВСМ Измайлово (Москва)         | 5:3  |
|                | Динамо-Строитель (Екатеринбург) | - | Динамо (Казань)                 | 1:2  |
| 12 июня 2010   | Динамо (Электросталь)           | - | ШВСМ Измайлово (Москва)         | 0:4  |
|                | Динамо-Строитель (Екатеринбург) | - | Динамо (Казань)                 | 3:1  |

### Итоговая таблица регулярного чемпионата
(взято из)
| Место | Команда                         | Игр всего | Выиграно | Ничьи | Проиграно | Мячи    | Очки |
| ----- | ------------------------------- | --------- | -------- | ----- | --------- | ------- | ---- |
| 1     | Динамо (Казань)                 | 12        | 8        | 1     | 3         | 46 - 32 | 25   |
| 2     | ШВСМ Измайлово (Москва)         | 12        | 8        | 0     | 4         | 50 - 33 | 24   |
| 3     | Динамо (Электросталь)           | 12        | 4        | 2     | 6         | 34 - 39 | 14   |
| 4     | Динамо-Строитель (Екатеринбург) | 12        | 2        | 1     | 9         | 24 - 50 | 7    |

## Плей-офф
Проводились серии игр (до двух побед) за золотую медаль между командами, занявшими 1-е и 2-е места в регулярном чемпионате; а также за бронзовую медаль — между командами, занявшими 3-е и 4-е места в регулярном чемпионате.

### Результаты игр стадии плей-офф
(взято из 
| Дата                    | Команда 1               |   | Команда 2                       | Счет |
| ----------------------- | ----------------------- | - | ------------------------------- | ---- |
| 1-е игры серий плей-офф |                         |   |                                 |      |
| 17 июня 2010            | Динамо (Электросталь)   | - | Динамо-Строитель (Екатеринбург) | 4:2  |
|                         | ШВСМ Измайлово (Москва) | - | Динамо (Казань)                 | 2:3  |
| 2-е игры серий плей-офф |                         |   |                                 |      |
| 20 июня 2010            | Динамо (Электросталь)   | - | Динамо-Строитель (Екатеринбург) | 4:2  |
|                         | ШВСМ Измайлово (Москва) | - | Динамо (Казань)                 | 1:5  |

### Итоговая таблица стадии плей-офф
(взято из )
| Место | Команда                         | Игр всего | Выиграно | Ничьи | Проиграно | Мячи  |
| ----- | ------------------------------- | --------- | -------- | ----- | --------- | ----- |
| 1     | Динамо (Казань)                 | 2         | 2        | 0     | 0         | 8 - 3 |
| 2     | ШВСМ Измайлово (Москва)         | 2         | 0        | 0     | 2         | 3 - 8 |
| 3     | Динамо (Электросталь)           | 2         | 2        | 0     | 0         | 8 - 4 |
| 4     | Динамо-Строитель (Екатеринбург) | 2         | 0        | 0     | 2         | 4 - 8 |